# Gennetines

Gennetines este o comună în departamentul Allier din centrul Franței. În 1 ianuarie 2022 avea o populație de 624 de locuitori.